# Соната для віолончелі і фортепіано (Шопен)
Соната для віолончелі і фортепіано соль мінор op. 65 Фридерика Шопена написана 1846 року. Твір був позначений як Opus 65 і став останнім, який вийшов за життя Шопена (усі наступні позначаються як «опус посмертний» (op. posth). 
Прем'єра відбулася 16 лютого 1848 року в залі «Плейєль». Виконали сонату сам Шопен і Август Франком, французький композитор і віолончеліст. Соната є одним з небагатьох камерних творів, створених композитором. по закінченні сонати Шопен планував також написати сонату скрипки і фортепіано, однак встиг написати лише одну сторінку.

## Структура
- I Allegro moderato - написана в сонатній формі, в обидвох темах широко використовуються контрапункт і гармонічні модуляції.

- II Scherzo, Allegro con brio - являє собою скерцо в тональності ре мінор, середня частина написана в Ре мажорі.

- III Largo - основна тема дещо нагадує середину Третьої частини Другої фортепіанної сонати op. 35.

- IV Finale, Allegro - написана у формі рондо, перша тема являє собою канон.